# Lance Henson
Lance Henson (nacido el 20 de septiembre de 1944) es un poeta cheyenne. Henson nació en Washington, DC y creció cerca de Calumet, Oklahoma, donde sus abuelos lo criaron en las tradiciones de la tribu Cheyenne. Ha publicado 28 volúmenes de poesía, que han sido traducidos a 25 idiomas. Se le ha descrito como el "principal poeta cheyenne que escribe en la actualidad".

### Biografía
Henson nació en Washington D. C. el 20 de septiembre de 1944.  Él es de ascendencia Cheyenne, Oglala, y Cajun. Creció cerca de Calumet, Oklahoma, donde lo criaron sus abuelos, quienes le enseñaron las tradiciones y la cultura de la tribu Cheyenne. Después de graduarse de la escuela secundaria, sirvió en el Cuerpo de Marines de los Estados Unidos en la Guerra de Vietnam. Más tarde se convirtió en miembro de la Cheyenne Dog Soldier Society, una organización de veteranos de Cheyenne. Asistió a la Oklahoma College of Liberal Arts (ahora Universidad de Ciencias y Artes de Oklahoma), donde obtuvo una licenciatura en inglés. Obtuvo una beca de la Fundación Ford, que le permitió realizar estudios de posgrado en la Universidad de Tulsa, donde obtuvo una maestría en artes en escritura creativa.
Henson publicó su primer libro de poesía, Keeper of Arrows, en 1971, cuando aún era estudiante en el Oklahoma College of Liberal Arts.  Formó parte del Programa de Residencia de Artistas del Consejo Estatal de Artes de Oklahoma, a través del cual realizó talleres de poesía en todo el estado durante 10 años.  Desde entonces, ha viajado por todo el mundo dando conferencias y haciendo lecturas de su poesía. En sus viajes por los Estados Unidos y Europa, ha sido poeta residente en más de 800 escuelas.
En la Conferencia de los Pueblos Indígenas de las Naciones Unidas en Ginebra en 1988, Henson representó a la Cheyenne del Sur. En 1993, formó parte de una gira de la Agencia de Información de los Estados Unidos, en la que dio conferencias en Singapur, Tailandia, Nueva Guinea y Nueva Zelanda. También en 1993, fue poeta en residencia en la Universidad de Nuevo México.  Él era un residente en la colonia Millay para las artes en 1995, y se le otorgó la residencia de académicos nativos americanos distinguidos en la Institución Smithsonian. En 2004, Henson fue incluido en el Salón de la Fama de la Universidad de Ciencias y Artes de Oklahoma.
Ha publicado 28 volúmenes de poesía, que han sido traducidos a 25 idiomas.
Henson vive en Italia, donde sus obras han sido populares.  Muchos de sus libros están publicados en ediciones en italiano / inglés. Regresa a Oklahoma cada mes de junio para participar en el Cheyenne Sun Dance.
En 2013, Henson estableció un sitio web oficial donde las obras recientes seleccionadas están disponibles antes de la publicación.

### Estilo e influencias
Los poemas de Henson se basan en su herencia Cheyenne, incorporando palabras del lenguaje Cheyenne, la filosofía Cheyenne y el propio comentario social y político de Henson. Escribe en un estilo minimalista sin mayúsculas, puntuación, rima o medidor. Wilson señala que este estilo es similar a las canciones tradicionales Cheyenne. Las imágenes de la naturaleza y las estaciones del año ocupan un lugar destacado en las obras de Henson.  También comenta sobre el estado de los pueblos indígenas, su opresión histórica y las amenazas modernas a sus culturas.  Su trabajo está influenciado por Walt Whitman, N. Scott Momaday, Carl Jung, Herman Melville, Nathaniel Hawthorne y Mark Twain.  Robert Berner también señala referencias a haiku, Li Po y Tu Fu en sus obras.